# キナマイシン

キナマイシンAの化学構造

キナマイシン（kinamycin）類は、ジアゾ基を含む細菌ポリケチド二次代謝物の一群である。キナマイシン類は細胞毒性のために知られており、抗がん治療における潜在的な使用に対して興味が持たれている。

## 合成
2006年と2007年に、キナマイシンC、F、およびJのエナンチオ選択的全合成が報告された。2010年にはより収束的な合成法が報告された。